# اوربانو نوریس
اوربانو نوریس (به اسپانیایی: Urbano Noris) یک منطقهٔ مسکونی در کوبا است که در استان اولگین واقع شده‌است. اوربانو نوریس ۸۴۶ کیلومتر مربع مساحت و ۴۳٬۸۹۲ نفر جمعیت دارد و ۱۰۵ متر بالاتر از سطح دریا واقع شده‌است.